# Tetragona goettei
Tetragona goettei är en biart som först beskrevs av Heinrich Friese 1900.  Tetragona goettei ingår i släktet Tetragona och familjen långtungebin. Inga underarter finns listade i Catalogue of Life.